# Flaugeac
Pour les articles ayant des titres homophones, voir Flaujac (homonymie).
Cet article possède un paronyme, voir Flaujagues.
Flaugeac est une ancienne commune française située dans le département de la Dordogne, en région Nouvelle-Aquitaine.
Au 1er janvier 2019, elle est intégrée à la commune nouvelle de Sigoulès-et-Flaugeac en tant que commune déléguée.

## Géographie

### Généralités
Située en Bergeracois, dans le quart sud-ouest du département de la Dordogne, la commune déléguée de Flaugeac s'étend sur 7,35 km2. Représentant la partie orientale de la commune nouvelle de Sigoulès-et-Flaugeac, elle est bordée au nord par la Gardonnette, un affluent de la Dordogne.
L'altitude minimale avec 57 mètres se trouve localisée à l'extrême nord-ouest, près du lieu-dit la Chauprade, là où la Gardonnette quitte la commune et sert de limite entre les territoires de Pomport et Sigoulès. L'altitude maximale avec 186 ou 189 mètres,  est située au sud-ouest, au lieu-dit Peytirat. Sur le plan géologique, le sol se compose principalement de calcaire et de molasse éocènes et oligocènes, hormis la vallée de la Gardonnette recouverte d'alluvions pléistocènes.
Traversé par la route départementale 15, le petit bourg de Flaugeac se situe en distances orthodromiques, dix kilomètres au nord-nord-est d'Eymet et douze kilomètres au sud-sud-ouest de Bergerac.
La principale voie d'accès, 500 mètres à l'ouest du bourg, est la route départementale 933 (l'ancienne route nationale 133, l'axe Bergerac-Marmande).

### Communes limitrophes

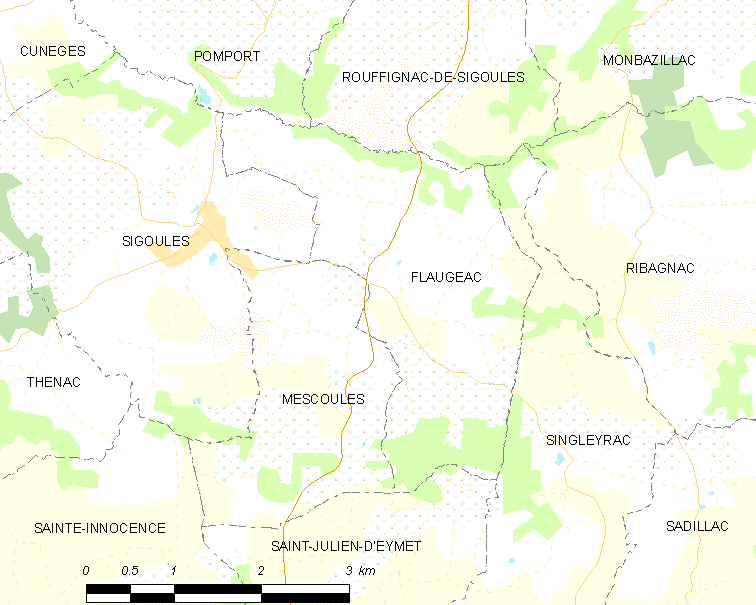
Carte de Flaugeac et des communes avoisinantes en 2018.

En 2018, année précédant la création de la commune nouvelle de Sigoulès-et-Flaugeac, Flaugeac était limitrophe de six autres communes. Au nord-est, son territoire était distant d'environ 160 mètres de celui de Ribagnac.
| Pomport   | Rouffignac-de-Sigoulès |            |
| Sigoulès  | Flaugeac               | Singleyrac |
| Mescoules | Saint-Julien-d'Eymet   |            |

## Urbanisme

### Villages, hameaux et lieux-dits
Outre le bourg de Flaugeac proprement dit, le territoire se compose d'autres villages ou hameaux, ainsi que de lieux-dits :
- les Antes
- le Bournat
- le Caillou
- le Castel
- la Chauprade
- Fontaine du Bourdalet
- les Fontanelles
- les Garennes
- le Grand Roc
- les Grandes Planes
- Grange Neuve
- le Jolibert
- le Maine
- la Maison Neuve
- le Marsalou
- Maurillac
- le Moulin de Pierrot
- les Petites Planes
- Peytirat
- le Saupiquet
- le Seytieux
- Terre et Bois de Monsieur
- Tirepial
- la Vallée.

## Toponymie
La première mention écrite connue du lieu est celle de Gaiacensis, relevé au XIIe siècle dans le cartulaire de l'abbaye de La Sauve-Majeure et correspondant à un archiprêtré qui en 1710 s'étendait sur 53 paroisses ou chapelles. En 1555, l'évêché de Sarlat note Gaiacensis seu de Flaviaco (Gageac ou Flaviac). Sur la carte établie au XVIIe siècle par Johannes Blaeu, le lieu est nommé « Flaviac ».
Le nom de Flaugeac a pour origine le nom d'un personnage gallo-roman Flavius, auquel a été ajouté le suffixe -acum, indiquant ainsi le « domaine de Flavius ».
En occitan, la commune porte le nom de Flaujac.

## Histoire
Le lieu correspond à un archiprêtré, Gaiacensis, relevé au XIIe siècle, et qui en 1710 s'étendait sur 53 paroisses ou chapelles.
Le 6 novembre 2018, la commune nouvelle de Sigoulès-et-Flaugeac résultant de la fusion de la commune avec Sigoulès est créée pour une prise d'effet au 1er janvier 2019.

## Politique et administration

### Rattachements administratifs
Dès 1790, la commune de Flaugeac a été rattachée au canton de Ribagnac qui dépendait du district de Bergerac jusqu'en 1795, date de suppression des districts. Lorsque ce canton est supprimé par la loi du 8 pluviôse an IX (28 janvier 1801)  portant sur la « réduction du nombre de justices de paix », la commune est rattachée au canton de Cunéges, devenu canton de Sigoulès en 1817, dépendant de l'arrondissement de Bergerac.
Dans le cadre de la réforme de 2014 définie par le décret du 21 février 2014, ce canton disparaît aux élections départementales de mars 2015. La commune est alors rattachée au canton du Sud-Bergeracois.

### Intercommunalité
Fin 2001, Flaugeac intègre dès sa création la communauté de communes Val et Coteaux d'Eymet. Celle-ci est dissoute au 31 décembre 2013 et remplacée au 1er janvier 2014 par la communauté de communes des Portes sud Périgord. Au 1er janvier 2019, Flaugeac est intégrée à la commune nouvelle de Sigoulès-et-Flaugeac, rattachée à la communauté d'agglomération bergeracoise.

### Administration municipale
La population de la commune étant comprise entre 100 et 499 habitants au recensement de 2011, onze conseillers municipaux ont été élus en 2014,. Ceux-ci sont membres d'office du  conseil municipal de la commune nouvelle de Sigoulès-et-Flaugeac, jusqu'au renouvellement des conseils municipaux français de 2020.

### Liste des maires puis des maires délégués
| Période                                  | Période       | Identité            | Étiquette | Qualité         |
| ---------------------------------------- | ------------- | ------------------- | --------- | --------------- |
| Les données manquantes sont à compléter. |               |                     |           |                 |
|                                          |               |                     |           |                 |
| avant 1981                               | 1983          | Jean Poms           | DVG       |                 |
| 1983                                     | 1989          | Sylvain Chassagne   | SE        | Viticulteur     |
| 1989                                     | 1995          | André Le Coz        |           | Cadre bancaire  |
|                                          |               |                     |           |                 |
| mars 2001                                | novembre 2011 | Serge Bosselut      | SE        | Loueur de fonds |
| novembre 2011                            | décembre 2011 | Délégation spéciale |           |                 |
| décembre 2011                            | décembre 2018 | Jean-Luc Denoux     |           |                 |

| Période      | Période  | Identité        | Étiquette | Qualité                              |
| ------------ | -------- | --------------- | --------- | ------------------------------------ |
| janvier 2019 | mai 2020 | Jean-Luc Denoux |           | Ancien maire de Flaugeac (2011-2018) |

## Démographie
Les habitants de Flaugeac se nomment les Flaugeacois.
En 2017, dernière année pour laquelle l'Insee a fourni un recensement, Flaugeac comptait 325 habitants. À partir du XXIe siècle, les recensements des communes de moins de 10 000 habitants ont lieu tous les cinq ans (2004, 2009, 2014 pour Flaugeac). Depuis 2006, les autres dates correspondent à des estimations légales.
Bien que Flaugeac ait été indépendante jusqu'en 2018, l'Insee n'a pas fourni de chiffres pour la commune au 1er janvier 2018, indiquant seulement le nombre d'habitants total de Sigoulès-et-Flaugeac.
| 1793 | 1800 | 1806 | 1821 | 1831 | 1836 | 1841 | 1846 | 1851 |
| ---- | ---- | ---- | ---- | ---- | ---- | ---- | ---- | ---- |
| 288  | 282  | 317  | 367  | 415  | 379  | 341  | 381  | 363  |

| 1856 | 1861 | 1866 | 1872 | 1876 | 1881 | 1886 | 1891 | 1896 |
| ---- | ---- | ---- | ---- | ---- | ---- | ---- | ---- | ---- |
| 298  | 279  | 300  | 325  | 300  | 337  | 268  | 261  | 235  |

| 1901 | 1906 | 1911 | 1921 | 1926 | 1931 | 1936 | 1946 | 1954 |
| ---- | ---- | ---- | ---- | ---- | ---- | ---- | ---- | ---- |
| 237  | 237  | 242  | 211  | 230  | 207  | 214  | 252  | 279  |

| 1962 | 1968 | 1975 | 1982 | 1990 | 1999 | 2004 | 2006 | 2009 |
| ---- | ---- | ---- | ---- | ---- | ---- | ---- | ---- | ---- |
| 201  | 238  | 184  | 180  | 196  | 250  | 280  | 290  | 310  |

| 2014 | 2017 | - | - | - | - | - | - | - |
| ---- | ---- | - | - | - | - | - | - | - |
| 316  | 325  | - | - | - | - | - | - | - |

## Économie

### Emploi
En 2015, parmi la population communale comprise entre 15 et 64 ans, les actifs représentent 165 personnes, soit 50,6 % de la population municipale. Le nombre de chômeurs (21) a augmenté par rapport à 2010 (15) et le taux de chômage de cette population active s'établit à 12,5 %.

### Établissements
Au 31 décembre 2015, la commune compte vingt-cinq établissements, dont douze au niveau des commerces, transports ou services, six dans l'agriculture, la sylviculture ou la pêche, quatre relatifs au secteur administratif, à l'enseignement, à la santé ou à l'action sociale, deux dans la construction, et un dans l'industrie.

## Culture locale et patrimoine

### Lieux et monuments

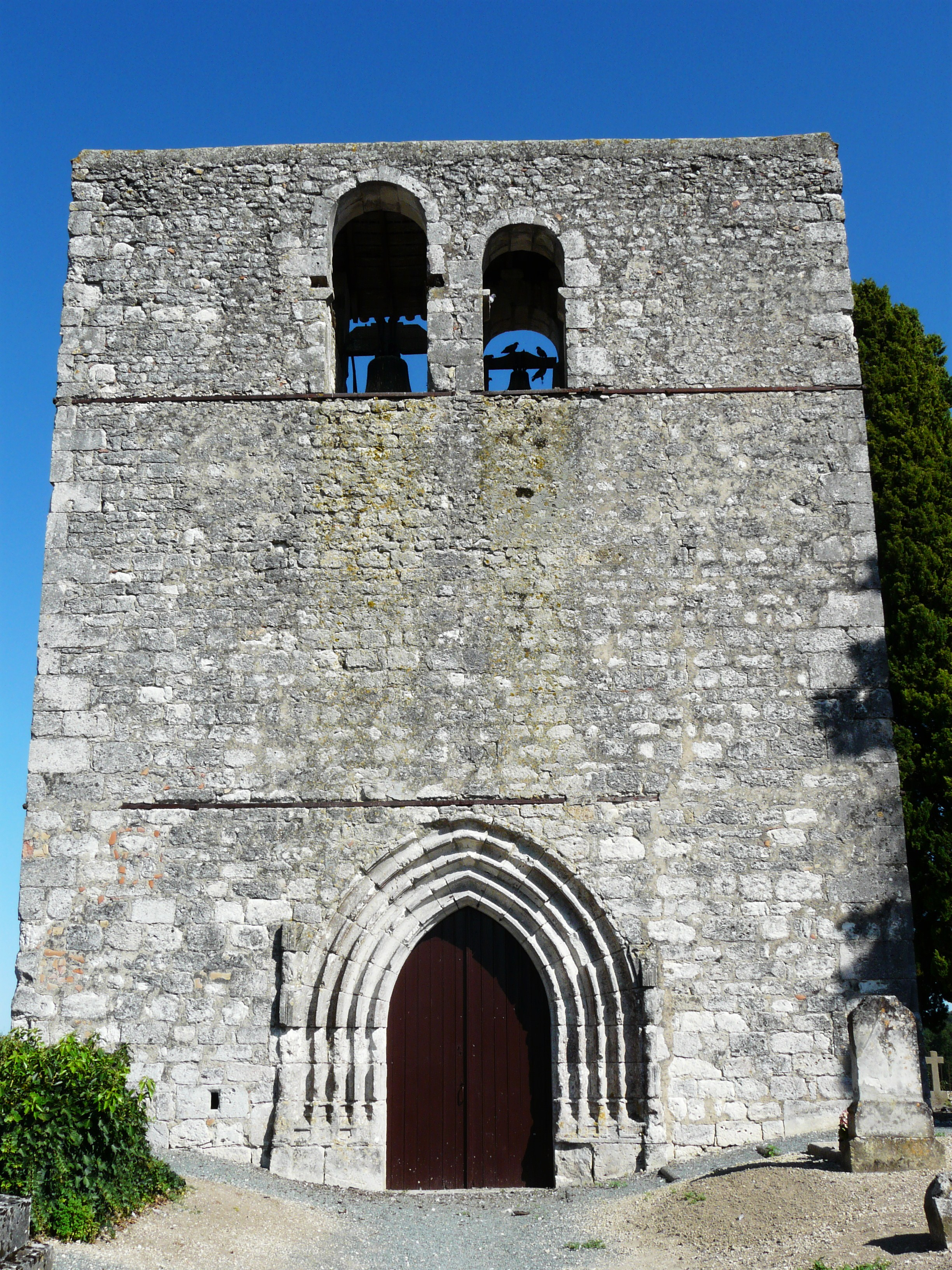
La façade ouest de l'église.

- Le manoir de Maurillac du XIXe siècle.
- L'église Saint-Remy avec son clocher massif. Construite au XIVe siècle, elle va faire l'objet d'une restauration importante en 2023 (toiture de la nef, clocher, façades et parvis)[21].
- Un ancien moulin à vent au nord-est du cimetière.

### Patrimoine naturel
Au nord, la Gardonnette borde le territoire communal sur environ quatre kilomètres. Le cours d'eau et ses rives, ainsi que la partie aval de son affluent l'Ayguessou (au nord-est) font partie d'une zone naturelle d'intérêt écologique, faunistique et floristique (ZNIEFF) de type I où pousse une plante rare, la fritillaire pintade, (Fritillaria meleagris) et fréquentée par trois espèces de chauves-souris : le Grand murin (Myotis myotis), le Minioptère de Schreibers (Miniopterus schreibersii) et le Rhinolophe euryale (Rhinolophus euryale),.

### Personnalités liées à la commune
- Michel Moulinier (1943-2004), ancien général, est né à Flaugeac[24].